# El Chino
José Manuel Ruiz Rosa, popularmente conocido como El Chino (Málaga, 14 de octubre de 1953 – Benalmádena, 26 de septiembre de 1997), fue un cantaor, compositor y tocaor flamenco español.

## Biografía
Nace con el nombre de José Manuel Ruiz Rosa en la calle La Puente del malagueño barrio del Perchel, donde vieron la luz primera otros reconocidos artistas del flamenco como La Pirula y su hija La Cañeta, La Repompa y Pepito Vargas, entre otros. En dicha calle se engendraron unos cantes rítmicos (bulería soleá, tangos y bulerías) de extraordinaria belleza, fusionando sonidos propios con aires importados de Extremadura, Utrera y Granada, siendo los artistas citados sus más significados intérpretes.
La infancia del Chino transcurre en un ambiente artístico. Su padre, Chiquito del Perchel cantaba, y su padre adoptivo, Juan El Africano, era un conocido guitarrista en los ambientes flamencos de Málaga y de la región del Estrecho de Gibraltar. Por otra parte, su madre, la cantaora La Blanca (Blanca Rosas) también entonaba sus cantes con sello perchelero.
De niño, El Chino se dedicó a acompañar a su abuela en la venta del cupón por los bares y las tabernas de barrios malagueños. A la edad de 9 años participa en uno de los concursos de cante de la Peña Juan Breva de Málaga causando admiración y expectación. Con 14 años debuta en Madrid como profesional cantando para el baile; paralelamente se va formando como guitarrista. En su juventud anduvo en Madrid, Barcelona, Palma de Mallorca, en fiestas y tablaos flamencos al lado de artistas reconocidos de la época, formándose como artista. Conoce a Camarón de la Isla y a Paco de Lucía con quienes entabla una fructífera relación. Es entonces cuando aparece su primer disco.
En 1978, funda el grupo ARTE-4, dejando importantes grabaciones por tangos y bulerías, y otras, donde El Chino se muestra como precursor de las nuevas corrientes vanguardistas flamencas que aparecen en Madrid con Caño Roto, Las Grecas o Los Chichos. Tras esta experiencia El Chino se marcha a Venezuela contratado por 3 meses con el cuadro de La Polaca. Sin embargo, debido a su éxito en ese país, a este contrato le suceden otros alargando su estancia hasta 1986. En 1987 vuelve a España por consejo de su amigo llamado Paco de Lucía, y se establece en Linares donde permanece 6 años actuando en la zona y en Madrid. Salen a la luz su segundo y tercer disco, donde aparecen músicos excepcionales como Carles Benavent. Aparecen, además, las aportaciones de Paco de Lucía y Tomatito.
En 1992, animado por sus amigos, decide establecerse en Málaga, donde se asienta y madura artísticamente. En 1995 gana el Primer Premio Enrique El Mellizo del Concurso Nacional de Arte Flamenco de Córdoba por Tangos y Alegrías, dándose la circunstancia de ser el primer artista no gaditano que lo consigue. A partir de esto, es reclamado para cantar en peñas, tablaos y festivales de toda España. El Chino se presenta en sus actuaciones como cantaor tradicional (acompañado por una guitarra) o con su grupo compuesto por guitarras, flauta, percusiones y bajo.
El 26 de septiembre de 1997 fallece en Benalmádena (Málaga) a la edad de 43 años, víctima de un Infarto agudo de Miocardio. A los pocos meses de su muerte, se le rindió homenaje en Granada con un acto celebrado en el Tablao de Mariquilla, en el que participaron la propia familia de Mariquilla, Capullo de Jerez, Remedios Amaya y Tomatito, entre otros artistas. Posteriormente, se le recordó en una gala en el Teatro Cervantes de Málaga, presentada por Gonzalo Rojo y en el que participaron un grupo nutrido de artistas, entre los que se encontraba Vicente Amigo, La Cañeta, El Pele, Gitanillo de Vélez.
Cuando se acercaba el séptimo aniversario de su fallecimiento, el 6 de marzo de 2004, se celebra un festival homenaje en su memoria en el Palacio Martín Carpena de Málaga al que acuden cinco mil aficionados del arte flamenco. Presentado por su amigo llamado José Rodríguez, contó con la participación desinteresada de Arte-4, Raimundo Amador, Juanito Villar, El Parra, La Marelu, Luis Monje y la familia Camarón, El Niño de Pura y El Niño Chaparro a la guitarra. En el preámbulo de la gala, el alcalde de Málaga, Francisco de la Torre Prados, descubrió una placa en cerámica en memoria de El Chino con su nombre y figura que se instaló en la casa donde nació, en calle La Puente.

## Cualidades artísticas
En cuanto a su forma de cantar, destacaba su gran sentido rítmico, su dominio del compás, lo variado de su repertorio (tangos, bulerías, alegrías, soleá, malagueñas, tarantas, mineras, cartageneras, tarantos, fandangos, etc.) y la gran cantidad de matices musicales que manejaba, lo que hacía que cada actuación suya pareciera distinta.
Como compositor, cabe señalar la gran belleza lírica de sus letras. Aparte de sus propios cantes, ha dejado temas que han grabado artistas como Camarón de la Isla, Remedios Amaya, Aurora Vargas y Morenito de Íllora, entre otros. También otras letras no registradas que sus numerosos amigos y admiradores saben reconocer como suyas aún en boca de otros artistas.
Otra de sus facetas artísticas, la menos conocida, era su forma de tocar la guitarra, a través de la cual transmitía todo su sentido rítmico. Había aprendido de su padre Juan y se acompañaba a sí mismo y a otros artistas.

## Discografía

### En solitario
Vístete de fantasía (1991, Horus)
1. Vístete de fantasía
2. Y nunca llegas
3. Agua del arroyo
4. Y nunca llegas
5. Barquito de papel
6. Hacia el mar
7. Lo mismo que un niño
8. Eterno resplandor
9. Como el cielo azul

Una historia de amor (1993, Horus)
1. La vida pasa
2. Entre sábanas de hilo
3. Regálame un beso
4. El viento en tu cara
5. Una historia de amor
6. Entre tú y yo
7. Tus ojos verdes
8. Te fuiste como el agua
9. Y tú
10. Corazón de hielo

Vieja letanía (1996, Auvidis)
1. Nanay (tanguillos)
2. Hielo parece mi cuerpo (soleá)
3. Las cuatro lunas (bulerías)
4. Viva Madrid (malagueña)
5. Donde se divisa el mar (taranta y minera)
6. Tostaita de la playa (bulería)
7. Romance andaluz (bulería)
8. Que no viene (alegría)
9. Y nunca llega (soleá perchelera)
10. Tangos a Camarón (tangos)

### Con el grupo Arte-4
Sol de cada mañana (1978, Belter)
1. Sol de cada mañana
2. Quiero ser
3. Quiero pronunciar tu nombre
4. A nadie le cuento penas
5. Corazón loco
6. La golondrina
7. Quiero sentir
8. No me metas
9. Niña pequeña
10. Romper las cadenas

Leyes gitanas (1981, Belter)
1. Loco sin estar enfermo
2. Fuga y dolor
3. El matrimonio
4. Paso
5. Contigo, mi amor
6. Leyes gitanas
7. Dulce y sincero
8. Fadila

Bach (single), 1981, Belter

### Póstumos
Cantando desde el cielo(2002, Producciones Peligrosas)
1. Sueño de mujer
2. En la vida
3. Lleno de esperanzas
4. Te vuelves canción
5. La llamo
6. Hacia el mar
7. De quién es la sal
8. Cayó en la arena
9. Igual que una rosa
10. El agua me mira

De fiesta con nuestro Chino (2004, Producciones Peligrosas)
1. De fiesta con nuestro Chino
2. Loco sin estar enfermo
3. Tu linda boca
4. Igual que nos vimos
5. No caballero
6. Hay amor
7. Rompen a llorar
8. Dónde va tu risa
9. Sabor a miel
10. El día llegaba
11. Mi ruina
12. Lo que sentí
13. Con amor